# Библиотека польской песни
Библиотека польской песни (пол. Biblioteka Polskiej Piosenki ) — музыкальная библиотека, которая находится в Кракове на улице святого Лаврентия, 15. Здание библиотеки ранее было частью краковского трамвайного депо и в настоящее время входит в состав краковского Музея городской инженерии. Здание внесено в реестр охраняемых памятников Малопольского воеводства.

## История
В 2002 году любитель и собиратель польских песен Вальдемар Доманский стал проводить на краковском радио передачи под названием «Библиотека польской песни». В результате этих передач было решено создать культурное учреждение, которое занималось бы популяризацией польской песни. 10 ноября 2002 года Вальдемар Доманский в сотрудничестве с хозяином кабаре «Loch Camelot» Казимежем Мадеем во время концерта в праздник Независимости организовал так называемый «Песенный урок», который стал постепенно превращаться в неформальное движение, участники которого пропагандировали польскую песню. Позднее участники этого движения создали неформальную организацию, посвящённую польской песни. По инициативе этой организации стала собираться библиотека польской песни.
В 2005 году неформальной организации по изучению польской песни было выделено здание бывшего краковского трамвайного депо, которое является архитектурным памятником Малопольского воеводства (№ 680 от 30 сентября 1985 года).
1 января 2007 года была создана общественная организация «Ośrodek Kultury — Biblioteka Polskiej Piosenki» (Отделение культуры — Библиотека польской песни), директором которой стал Вальдемар Доманский. Целью этой библиотеки стала популяризация и документирование польской песни.